# Elizabeth Maitland
Elizabeth Maitland, Duchess of Lauderdale, född Murray 1626, död 1698, var en engelsk agent. Hon är känd för sin verksamhet som agent på rojalistsidan under det engelska inbördeskriget.
Hon var medlem i det hemliga rojalistiska spionnätverket The Sealed Knot, som verkade under Oliver Cromwells regeringstid. Gruppen grundades förmodligen 1654 och var den enda som hade godkänts av exilkungen Karl II av England. 